# Samarkand Half Marathon
Серия благотворительных забегов Samarkand Marathon (сокр. SM) — ежегодный благотворительный марафон, проходящий в Самарканде, Узбекистан. Организатором является Фонд развития культуры и искусства при Кабинете Министров Республики Узбекистан, Государственный комитет по развитию туризма, Министерство молодёжной политики и спорта, а также хокимият Самаркандской области. Целью марафона является популяризация здорового образа жизни и создание инклюзивной среды на объектах культуры.

## Samarkand Half Marathon 2019
Полумарафон традиционно проходит в первое воскресенье ноября. Первый забег, прошедший 3 ноября 2019 году, собрал 1176 бегунов из 25 стран мира. Кроме основной дистанции в 21 км, участники мероприятия могли пробежать 2 и 10 км. Главной благотворительной целью Samarkand Half Marathon 2019 — привлечение внимания людей к проблеме инклюзивности на объектах культуры и искусства, а также популяризации здорового образа жизни и развитие спортивного туризма в Узбекистане. Средства, вырученные с мероприятия, были направлены на реализацию проекта по созданию доступной среды для слабовидящих и незрячих людей в одном из театров Ташкента. Программа подразумевает постановку на сцене театра пьесы, с использованием тифлокомментирования.

## Samarkand Half Marathon 2020
В 2020 году из-за нестабильной эпидемиологической ситуации, связанной с коронавирусной инфекцией забег прошел в двух форматах — виртуальный забег (участники могли пробежать дистанцию забега в любой точке мира, используя для этого специальное мобильное приложение Strava) и забег 43 профессиональных атлетов (дистанция — 21 км.) со всех областей Республики в г. Самарканде. Этот забег стал первым в этом году спортивным событием для легкоатлетов, специализирующихся на длинных дистанциях. Миссией Samarkand Half Marathon 2020 было привлечение внимания к проблеме аутизма. В рамках мероприятия были рассмотрены вопросы о создании инклюзивной среды для людей с аутизмом и возможности их интеграции в социальную, культурную и общественную жизнь нашей страны. Средства, вырученные с проведения забега, будут направлены на создание детской творческой студии в специализированных школах-интернатах Узбекистана для детей.
15 сентября в рамках акции «Moviynurtarat» (сузб. Зажги синим), организованной Фондом развития культуры и искусства и организационным комитетом Самаркандского полумарафона, крупные здания, сооружения и примечательные объекты культурного наследия по всей стране были окрашены в синий цвет. Акция была организована в целях поддержки лиц с аутизмом и привлечения внимания к проблемам их интеграции в социальную среду. В Ташкенте синим цветом также были освещены Большой театр имени Навои,музей истории Тимуридов, Дворец искусств «Туркестан», Центральный выставочный зал, здание Вестминстерского университета и небоскребы на площади Хамида Олимжона, а также ансамбль площади Регистан.
Впервые в Узбекистане в рамках Samarkand Half Marathon состоялся забег такой дисциплины, как Скандинавская ходьба. В ней приняли участие более 200 человек из 12 стран мира. Новой особенностью полумарафона стало участие любительских и корпоративных беговых клубов, образованных для участия в забеге. На сегодняшний момент, зарегистрировано уже более 110 клубов со всей Республики и различных стран мира.
На итоговой пресс-конференции полумарафона, посвященной итогам Самаркандского полумарафона, было объявлено о проведение в следующем году новых забегов в Зааминском районе Джизакской области и Бостанлыкском районе Ташкентской области. Всего в виртуальном забеге приняло участие более 3000 человек в 37 странах мира.
Список стран, принявших участие в полумарафоне в формате виртуального забега:

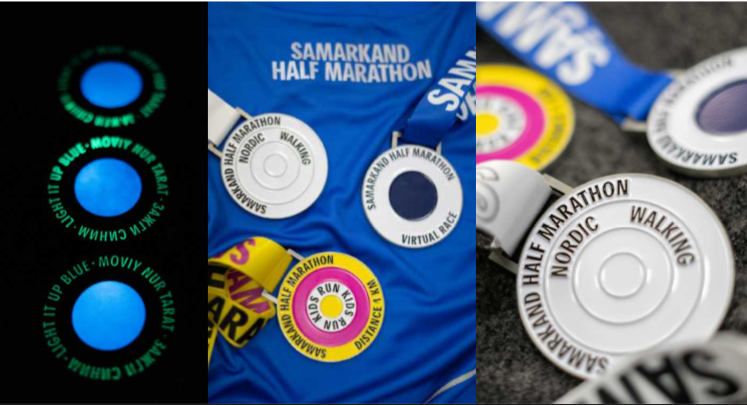
Медали финишера Samarkand Half Marathon 2020

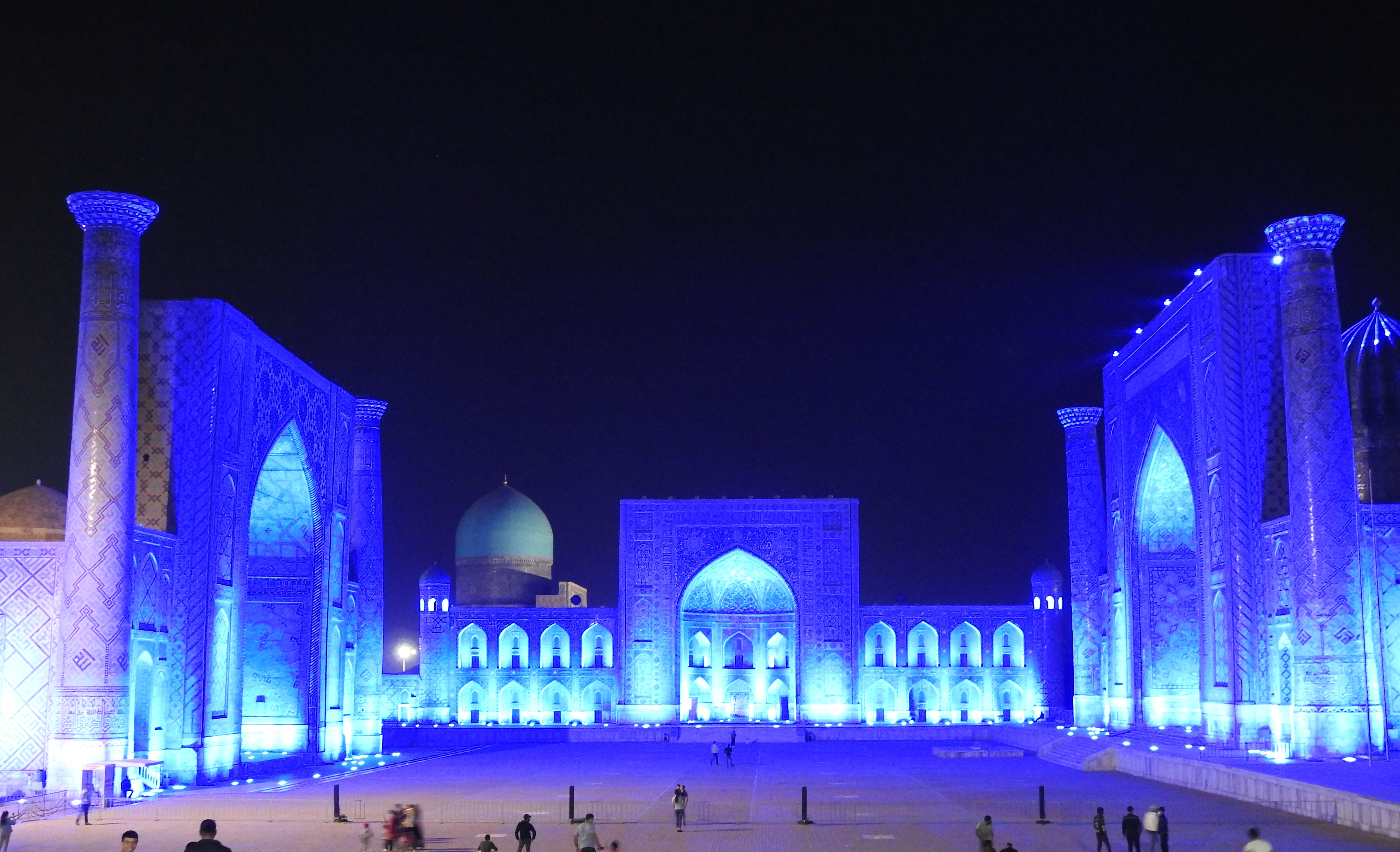
Акция «Зажги Синим» на площади Регистан в г. Самарканд

- Австралия
- Австрия
- Азербайджан
- Белоруссия
- Бельгия

- Великобритания
- Дания
- Германия
- Грузия
- Испания
- Израиль
- Италия
- Йемен
- Канада
- Катар
- Киргизия
- Казахстан
- Латвия
- Литва

- Молдова
- Нигер
- Нидерланды
- Новая Зеландия
- О.А.Э.
- Португалия
- Россия
- Румыния
- США
- Таиланд
- Таджикистан
- Турция
- Украина
- Финляндия
- Франция
- Южная Корея
- Япония
- Узбекистан

## Победители на дистанции 21 км

### Мужчины
| Дата       | Победитель      | Страна     | Время      |
| ---------- | --------------- | ---------- | ---------- |
| 03.11.2019 | Шохрух Давлатов | Узбекистан | 1:07.46    |
| 01.11.2020 | Андрей Петров   | Узбекистан | 1:05.42 MR |
| 01.11.2021 | Шохрух Давлатов | Узбекистан | 1:05:55    |
| 01.11.2022 | Evgeniy Fadeev  | Узбекистан | 1:08:02    |
| 01.11.2023 | Kulkov Mikhail  |            | 1:07:08    |
| 01.11.2024 | Ринас Ахмадеев  |            | 1:03:42    |

### Женщины
| Дата       | Победитель          | Страна     | Время      |
| ---------- | ------------------- | ---------- | ---------- |
| 03.11.2019 | Нурхон Мухиддинова  | Узбекистан | 1:18.53    |
| 01.11.2020 | Ситора Хамидова     | Узбекистан | 1:11.58 MR |
| 01.11.2021 | Гульшаной Сатарова  | Узбекистан | 1:15:44    |
| 01.11.2022 | Гульшаной Сатарова  | Узбекистан | 1:16:34    |
| 01.11.2023 | Kudzelich Sviatlana |            | 1:17:54    |
| 01.11.2024 | Kalil kyzy Ainuska  |            | 1:15:57    |